# Verbascum pterocladum
Verbascum pterocladum är en flenörtsväxtart som beskrevs av Hub.-mor.. Verbascum pterocladum ingår i släktet kungsljus, och familjen flenörtsväxter. Inga underarter finns listade i Catalogue of Life.